# Paramoera falklandica
Paramoera falklandica is een vlokreeftensoort uit de familie van de Pontogeneiidae. De wetenschappelijke naam van de soort is voor het eerst geldig gepubliceerd in 2005 door Vader & Krapp.